# Esternay
Esternay je francouzská obec v departementu Marne v regionu Grand Est. V roce 2011 zde žilo 1 848 obyvatel.

## Vývoj počtu obyvatel
Počet obyvatel